# Phialanthus macrostemon
Phialanthus macrostemon är en måreväxtart som beskrevs av Paul Carpenter Standley. Phialanthus macrostemon ingår i släktet Phialanthus och familjen måreväxter. Inga underarter finns listade i Catalogue of Life.